# Andreas Thom
Andreas Thom (* 7. září 1965, Rüdersdorf) je bývalý německý fotbalista, útočník. V sezóně 1987/88 byl nejlepším střelcem východoněmecké oberligy. V roce 1988 byl vyhlášen východoněmeckým fotbalistou roku.

## Fotbalová kariéra
Ve východoněmecké oberlize hrál za Berliner FC Dynamo. Nastoupil ve 158 ligových utkáních a dal 77 gólů. S Berliner FC Dynamo získal pětkrát mistrovský titul a dvakrát východoněmecký fotbalový pohár. Za reprezentaci Východního Německa (NDR) nastoupil v letech 1984–1990 v 51 utkáních a dal 16 gólů. V Bundeslize hrál za týmy Bayer 04 Leverkusen a Hertha BSC, nastoupil ve 212 utkáních a dal 41 gólů. V roce 1993 vyhrál s Bayerem 04 Leverkusen německý fotbalový pohár. Ve skotské lize hrál za Celtic FC, nastoupil ve 70 utkáních a dal 15 gólů a v roce 1998 ji vyhrál. V Poháru mistrů evropských zemí nastoupil v 19 utkáních a dal 7 gólů, v Poháru vítězů pohárů nastoupil ve 14 utkáních a dal 7 gólů a v Poháru UEFA nastoupil v 15 utkáních a dal 2 góly. Za německou fotbalovou reprezentaci nastoupil v 10 utkáních a dal 2 góly, byl členem německé reprezentace na Mistrovství Evropy ve fotbale 1992, nastoupil v zápase proti Švédsku a získal s týmem stříbrné medaile.

## Ligová bilance
| Ročník                  | Zápasy | Góly | Klub                |
| ----------------------- | ------ | ---- | ------------------- |
| I. liga 1983/84         | 17     | 4    | Berliner FC Dynamo  |
| I. liga 1984/85         | 26     | 14   | Berliner FC Dynamo  |
| I. liga 1985/86         | 26     | 10   | Berliner FC Dynamo  |
| I. liga 1986/87         | 25     | 11   | Berliner FC Dynamo  |
| I. liga 1987/88         | 26     | 20   | Berliner FC Dynamo  |
| I. liga 1988/89         | 26     | 13   | Berliner FC Dynamo  |
| I. liga 1989/90         | 15     | 5    | FC Berlin           |
| Bundesliga 1989/90      | 13     | 3    | Bayer 04 Leverkusen |
| Bundesliga 1990/91      | 17     | 5    | Bayer 04 Leverkusen |
| Bundesliga 1991/92      | 38     | 6    | Bayer 04 Leverkusen |
| Bundesliga 1992/93      | 33     | 13   | Bayer 04 Leverkusen |
| Bundesliga 1993/94      | 31     | 8    | Bayer 04 Leverkusen |
| Bundesliga 1994/95      | 29     | 2    | Bayer 04 Leverkusen |
| 1. skotská liga 1995/96 | 32     | 5    | Celtic FC           |
| 1. skotská liga 1996/97 | 23     | 7    | Celtic FC           |
| 1. skotská liga 1997/98 | 15     | 3    | Celtic FC           |
| Bundesliga 1997/98      | 12     | 2    | Hertha BSC          |
| Bundesliga 1998/99      | 28     | 3    | Hertha BSC          |
| Bundesliga 1999/00      | 10     | 0    | Hertha BSC          |
| Bundesliga 2000/01      | 1      | 0    | Hertha BSC          |
| CELKEM I. liga          | 158    | 77   |                     |
| CELKEM Bundesliga       | 212    | 41   |                     |
| CELKEM 1. skotská liga  | 70     | 15   |                     |